# Návrat bocianov
Návrat bocianov é um filme de drama eslovaco de 2007 dirigido e escrito por [[]]. Foi selecionado como representante da Eslováquia à edição do Oscar 2008, organizada pela Academia de Artes e Ciências Cinematográficas.

## Elenco
- Katharina Lorenz - Vandi
- Florian Stetter - Davidom
- Lukás Latinák - Miro
- Zuzana Mauréry - Gita
- Radoslav Brzobohatý - Viktor